# Sergiy Grechyn
Serhiy Grechyn (n. 9 de junio de 1979) es un ciclista profesional ucraniano que actualmente corre para el equipo Continental el Lviv Cycling Team.

## Palmarés
2009
- 1 etapa del Thompson Bucks County Classic

2013
- 1 etapa del Tour de Argelia
- Tour de Azerbaiyán, más 1 etapa

## Equipos
- Miche (2003)
- Dynatek-Latvia (2008)
- Amore & Vita (2009-2011)
  - Amore & Vita-Mc Donald's (2009)
  - Amore & Vita-Conad (2010)
  - Amore & Vita (2011)
- Torku Sekerspor (2012-2015)
  - Konya Torku Seker Spor (2012)
  - Torku Sekerspor (2013-2015)
- Jilun Shakeland Cycling Team (2016-2017)
- Lviv Cycling Team (2018)